# Марко Обрадовић
Марко Обрадовић (Београд, 30. јун 1991) фудбалер је који тренутно наступа за Напредак из Крушевца.

## Клупска каријера
Фудбал је почео да тренира у Дунаву из Старих Бановаца. С дванаест година старости је прешао у млађе категорије Земуна, а потом је био и у омладинској школи Партизана. Три године је провео у Белгији после чега је постао фудбалер Радника из Бијељине. За тај клуб је одиграо четири и по сезоне, где је више пута освајао Купа Републике Српске, као и један Куп Босне и Херцеговине. У Премијер лиги Босне и Херцеговине одиграо је 117 утакмица и постигао 41 погодак.
Лета 2017. је отишао у Актобе. Одатле је каријеру наставио у Јенисеју из Краснојарска. Годину дана провео је у Торпеду из Жодзине. После тога је играо за Окжетпес и Нефчи из Фергане. Средином 2022. потписао је за суботички Спартак где је поново сарађивао са Славком Петровићем који му је раније био тренер у Раднику из Бијељине. Неколико месеци провео је у Металургу из Бекабада. Крајем јуна 2023. потписао је за Нови Пазар. Годину дана касније потписао је једногодишњи уговор с крушевачким Напретком.

## Репрезентативна каријера
Обрадовић је до кадетског узраста позиван у млађе репрезентативне селекције Србије. Касније је дебитовао за омладинску репрезентацију Црне Горе.

## Трофеји, награде и признања

### Екипно
Радник Бијељина
- Куп Републике Српске (4) :  2012/13,[17] 2013/14,[18] 2015/16,[19] 2016/17.[20]
- Куп Босне и Херцеговине : 2015/16.[21]

### Појединачно
- Најбољи спортиста Града Бијељине за 2016. годину[22]
- Најбољи стрелац Купа Босне и Херцеговине за такмичарску 2016/17. []
- Најбољи стрелац Друге лиге Узбекистана [] за 2021. []